# Hemerodromia xanthocephala
Hemerodromia xanthocephala är en tvåvingeart som beskrevs av Yang 1991. Hemerodromia xanthocephala ingår i släktet Hemerodromia och familjen dansflugor.
Artens utbredningsområde är Yunnan (Kina). Inga underarter finns listade i Catalogue of Life.